# Adams Stream
Koordinaten: 78° 6′ S, 163° 45′ O
Der Adams Stream ist ein 800 m langer Schmelzwasserfluss, der vom Ende des Adams-Gletschers in den Lake Miers im Miers Valley der Denton Hills an der Scott-Küste des ostantarktischen Viktorialands fließt.
Das New Zealand Geographic Board benannte ihn in Verbindung mit dem gleichnamigen Gletscher nach Jameson Adams (1880–1962), stellvertretender Leiter der Nimrod-Expedition (1907–1909) unter dem britischen Polarforscher Ernest Shackleton.